# The Matrix (album)
The Matrix je debitantski album američke producentske skupine The Matrix. Album je snimljen 2004. godine, ali je objavljen tek 27. siječnja 2009. godine. Vokal na albumu je Katy Perry, dok su intrumentalisti sastav The Matrix. 

## O albumu
Album je snimljen 2004. godine kada je Katy imala 20 godina. Neobjavljen je zbog promocije Katyne solo karijere. Za pjesmu "Broken" snimljen je i spot, u kojem se pojavljuju svi članovi benda te Katy Perry. "Broken" je trebao biti prvi singl s albuma.
Album je objavljen početkom 2009. nakon velikog uspjeha albuma Katy Perry - One of the Boys.

## Popis pjesama
1. "You Miss Me"
2. "Broken"
3. "Damn"
4. "Take a Walk"
5. "Just a Song"
6. "I Love You"
7. "Live Before I Die"
8. "Would You Care"
9. "Seen That Done That"
10. "Stay With Me"